# Бенитес, Хорхе Дуилио
Хорхе Дуи́лио Бени́тес Кандия (исп. Jorge Duílio Benítez Candia; 23 апреля 1927, Ягуарон — неизвестно) — парагвайский футболист, атакующий полузащитник и нападающий.

## Карьера
Хорхе Бенитес родился в семье торговца, с которым часто ездил продавать товары в Асунсьон. Он начал карьеру в местном клубе «Депортиво». В 1945 году Бенитес перешёл в «Насьональ». Годом позже он выиграл с командой чемпионат Парагвая. В 1949 году Хорхе стал игроком аргентинского клуба «Бока Хуниорс», где дебютировал 3 июня в матче с «Ураканом». 13 ноября того же года он забил первый мяч за клуб, поразив ворота «Ривер Плейта» (2:0). Бенитес выступал за «Боку» ещё два сезона, проведя 44 матча и забив 18 голов. 30 ноября 1951 года он сыграл последнюю встречу в составе «Хуниорс» против «Феррокарриль Оэсте» (2:1).
В марте 1952 года Бенитес подписал контракт с бразильским клубом «Фламенго», заплатившим за трансфер парагвайца 500 тысяч песо и обязательством провести в Буэнос-Айресе товарищеский матч с «Бокой». 29 марта он дебютировал в составе команды в матче с «Палмейрасом» на турнире Рио-Сан-Паулу (2:1), где забил победный мяч. На следующий год в клуб пришёл бывший наставник Хорхе по сборной Парагвая Мануэль Флейтас Солич. И с ним во главе клуб выиграл чемпионат штата Рио-де-Жанейро, в розыгрыше которого Бенитес стал лучшим бомбардиром. Затем «Фламенго» ещё дважды одерживал победы в первенстве штата. Форвард стал первым иностранным футболистом небританского происхождения, который добился подобного достижения. В последние годы в команде парагваец страдал из-за многочисленных травм, эти же обстоятельства стали причиной проигранной конкуренции форвардам Эваристо и Диде. В 1955 году Бенитес получил перелом ноги, из-за чего не выходил на поле более года. Вернувшись он сыграл три матча и покинул команду. Всего за клуб футболист провёл 114 матчей и забил 76 голов
Уйди из «Фламенго», Бенитес перешёл в «Наутико». За клуб футболист провёл 43 матча и забил 35 голов. Далее он уехал в Аргентину, присоединившись к клубу «Альмагро». В этой команде Хорхе сыграл 21 встречу и забил 11 мячей. В 1960 году он выступал за «Депортиво Морон», где забил два гола в 4 играх.

## Международная статистика
| Матчи Хорхе Бенитеса за сборную Парагвая | Матчи Хорхе Бенитеса за сборную Парагвая | Матчи Хорхе Бенитеса за сборную Парагвая | Матчи Хорхе Бенитеса за сборную Парагвая | Матчи Хорхе Бенитеса за сборную Парагвая | Матчи Хорхе Бенитеса за сборную Парагвая | Матчи Хорхе Бенитеса за сборную Парагвая |
| ---------------------------------------- | ---------------------------------------- | ---------------------------------------- | ---------------------------------------- | ---------------------------------------- | ---------------------------------------- | ---------------------------------------- |
| №                                        | Дата                                     | Место проведения                         | Оппонент                                 | Счёт                                     | Голы                                     | Турнир                                   |
| 1                                        | 6 апреля 1949                            | Сан-Паулу                                | Колумбия                                 | 3:0                                      | 1                                        | Чемпионат Южной Америки                  |
| 2                                        | 13 апреля 1949                           | Рио-де-Жанейро                           | Перу                                     | 3:1                                      | —                                        | Чемпионат Южной Америки                  |
| 3                                        | 20 апреля 1949                           | Сан-Паулу                                | Уругвай                                  | 1:2                                      | —                                        | Чемпионат Южной Америки                  |
| 4                                        | 27 апреля 1949                           | Сан-Паулу                                | Чили                                     | 4:2                                      | 1                                        | Чемпионат Южной Америки                  |
| 5                                        | 30 апреля 1949                           | Рио-де-Жанейро                           | Боливия                                  | 7:0                                      | 4                                        | Чемпионат Южной Америки                  |
| 6                                        | 8 мая 1949                               | Рио-де-Жанейро                           | Бразилия                                 | 2:1                                      | 1                                        | Чемпионат Южной Америки                  |
| 7                                        | 11 мая 1949                              | Рио-де-Жанейро                           | Бразилия                                 | 0:7                                      | —                                        | Чемпионат Южной Америки                  |

## Достижения

### Командные
- Чемпион Парагвая: 1946
- Победитель турнира Начала чемпионата Рио-де-Жанейро: 1952
- Чемпион штата Рио-де-Жанейро: 1953, 1954, 1955

### Личные
- Лучший бомбардир Чемпион штата Рио-де-Жанейро: 1953 (22 гола)